# Otto Dumke
Otto Dumke (Berlino, 29 aprile 1887 – 4 agosto 1912) è stato un calciatore tedesco, di ruolo attaccante.

## Palmarès

### Club

#### Competizioni nazionali
- Campionato tedesco: 2

Viktoria Berlino: 1907-1908, 1910-1911